# Frontera entre Costa d'Ivori i Libèria
La frontera entre Costa d'Ivori i Libèria és la línia fronterera de traçat nord-suc que separa l'oest de Libèria de l'est de Costa d'Ivori a l'Àfrica central, que segueix en la seva major part el curs del riu Cavalla, separant els comtats liberians de Grand Gedeh, River Gee, Maryland i Nimba dels districtes ivorians de Montagnes i Bas-Sassandra. Té 716 km de longitud.
De sud a nord, la frontera comença en la desembocadura del riu Cavalla, 21 km a l'est del punt més meridional d'Àfrica Occidental, el cap Palmas. Segueix aquest riu durant gran part del seu cabal fins que passa al riu Nipoué que discorre molt a prop del seu final. Acaba al trifini d'ambdós països amb Guinea.
La situació a la frontera no és de perfecta calma. De tant en tant, com en 2002-2003,hi ha escaramusses amb els rebels d'ambdues bandes que combaten els respectius governs amb suport dels respectius governs de l'altra banda de la frontera. Les tropes de les Nacions Unides vigilen seccions de la frontera.